# Diptyque

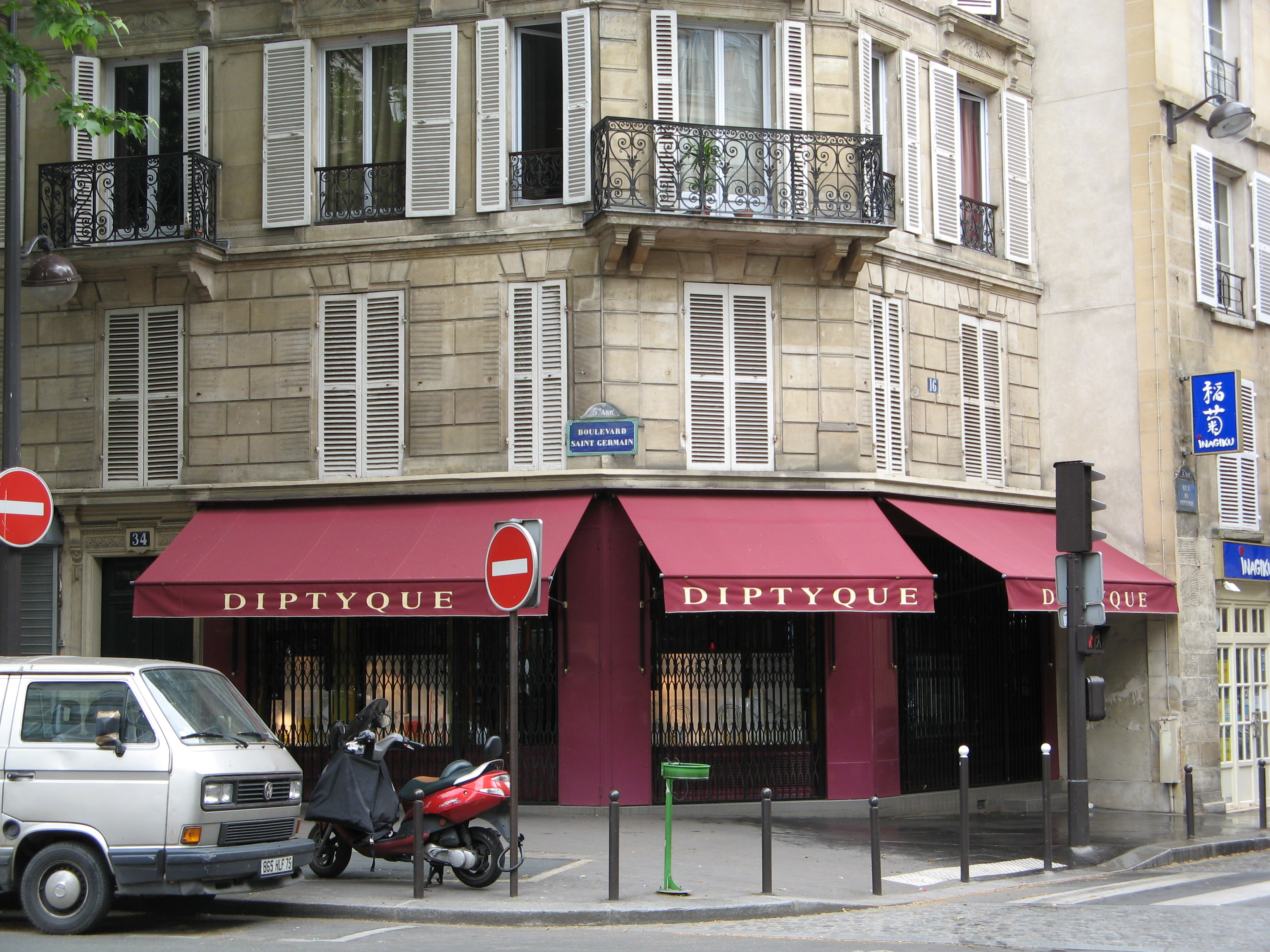
Prima boutique dell'azienda sul Boulevard Saint-Germain nel V arrondissement di Parigi

Diptyque (in francese: "dittico", in italiano: "due parti", in greco antico: δίπτυχος) è una casa di profumi parigina di fama mondiale fondata nel 1961. Tutte le eaux de toilette sono progettate come fragranze unisex. Le eaux de toilette più conosciute al mondo sono "Philosykos" (italiano: "amico dei fighi", greco moderno: φιλόσυκος), "Do Son" (quartiere di Hải Phòng in Vietnam) e "L'eau" (italiano: "L'acqua").

## Storia
L'azienda è stata fondata nel 1961 da Desmond Knox-Leet, Christiane Gautrot e Yves Coueslant. Hanno aperto un negozio sul Boulevard Saint-Germain a Parigi. All'inizio offrivano vari tessuti, mobili per la casa e anche profumi inglesi. Nel 1963, hanno offerto la prima candela profumata come loro creazione. Non è stato fino al 1968 che il negozio ha portato la sua prima eau de toilette chiamata "L'eau". Da quel momento in poi, la strategia dell'azienda cambiò e la vendita di eaux de toilette, fragranze per ambienti e candele profumate divenne il business principale. Nel 2005, Diptyque fu acquistata dal fondo azionario Manzanita Capital Ltd. di Londra.
Il negozio al dettaglio è ancora la sede dell'azienda e si trova sull'etichetta di ogni bottiglia di profumo. A Parigi, l'azienda possiede altre tre boutique. Altre boutique si trovano anche a Amsterdam, Basilea, Berlino, Londra, Milano, New York City, Roma, San Francisco e Tokyo.

## Assortimento
- Diverse candele profumate con una selezione di fragranze diverse (ad esempio: floreale, fruttato, erbaceo, legnoso e speziato).
- Profumi per la stanza con una selezione di profumi diversi
- Eau de Toilette: "L'eau" (1968), "L'autre" (1973), "L'eau trois" (1975), "L'ombre dans l'eau" (1983), "Eau lente" (1986), "Olène" (1988), "Eau D'Élide" (1988), "Virgilio" (1990), "Philosykos" (1996), "Ofrésia" (1999), "Opône" (2000), "Oyédo" (2000), "Jardin clos" (2003), "Tam Dao" (2003), "Do Son" (2005), "Eau de lierre" (2006).
- Vinaigre de Toilette: un'eau de toilette a base di aceto.
- Diversi saponi profumati